# Don Coldsmith
Don Coldsmith (Iola, 1926 – Nova York, 25 de juny del 2009) fou un novel·lista estatunidenc. Expresident de Western Writers of America, Coldsmith va escriure desenes de llibres i centenars d'articles. La Spanish Bit Saga sigui, probablement, la seva obra més coneguda. Està configurada com una sèrie de novel·les sobre l'Oest narrades des del punt de vista dels indis americans.

## Premis
- Golden Spur per escriptors del Westen Americà.
- Distinció pels Fills i Filles nadius de Kansas.
- Edgar Wolfe per la seva contribució a la literatura al llarg d'una vida.
- Owen Wister per Escriptors del Western d'America.